# Emilia Pardo Bazán
Emilia Pardo-Bazán y de la Rúa-Figueroa (16. září 1851 La Coruña – 12. května 1921 Madrid) hraběnka Pardo Bazán, byla španělská spisovatelka, novinářka, esejistka, literární kritička, básnířka, dramatička, překladatelka, redaktorka, profesorka a lektorka, která ve Španělsku zavedla naturalismus. 

## Životopis

### Dětství a vzdělávání
Emilia Pardo Bazán byla dcerou šlechtické a velmi bohaté galicijské rodiny ve Španělsku. Její rodiče byli papežský hrabě z Pardo-Bazán, José María Pardo-Bazán y Mosquera (1827–1890) a Amalia María de la Rúa Figueroa y Somoza (1830–1915).
Její otec, přesvědčený o právech žen, jí poskytl nejlepší možné vzdělání a podporoval její lásku k literatuře. Již v devíti letech začínala projevovat velký zájem o psaní. V otcově knihovně měla přístup k nejrůznější četbě; jejími nejoblíbenějšími knihami v té době byly Don Quijote de la Mancha, Bible a Iliada. Četla také Conquista de México od Antonia de Solíse a Plútarchovy Vida paralelas. Fascinovaly ji knihy o Francouzské revoluci. Během zimních pobytů rodiny v Madridu navštěvovala Emilia francouzskou školu pod ochranou královské rodiny, kde se seznámila s literárními díly La Fontaina a Jeana Racina – což se jí později obzvlášť hodilo, vzhledem k častým cestám do Francie, kde se setkávala a jednala s evropským literárním světem a významnými autory, např. jako byl Victor Hugo. 
V jejích dvanácti letech se rodina rozhodla zůstat přes zimu v La Coruni, kde Emilia studovala u soukromých učitelů. Odmítala následovat módu, která omezovala ženy na studium hudby a domácích prací. Vzdělávala se ve všech možných předmětech se zvláštním zřetelem k humanitním vědám a jazykům, přičemž se naučila plynně francouzsky, anglicky a německy. Nemohla navštěvovat univerzitu, která byla ženám zakázána, a tak sledovala vědecké a filozofické pokroky prostřednictvím otcových přátel a knih. V patnácti letech napsala svou první povídku (Un matrimonio del siglo XIX).

### Manželství a spisovatelské začátky
V šestnácti letech se provdala za Josého Quirogu (1848–1912), rovněž ze šlechtické rodiny; bylo mu devatenáct a byl ještě studentem práv. Jejich vztah byl rodiči dobře hodnocen. Svatba se konala v roce 1868 v Meirásu a po svatbě pár cestoval po Španělsku. Manželé se od rodiny neodloučili, několik let žili u jejích rodičů a cestovali po Evropě.
Podle dobových dokumentů byl její manžel José Quiroga tichý a zdrženlivý. Manželství bylo harmonické, Emilia ho podporovala v právnických studiích a on si vážil intelektuálních zájmů své ženy. Trvalo osm let, než se jim narodilo první dítě.
V roce 1876 se stala známou její první spisovatelská práce Estudio crítico de las obras del padre Feijoo, esej o Benitu Jerónimu Feijoovi galicijském intelektuálovi osmnáctého století, k němuž spisovatelka vždy chovala velký obdiv. Za tuto práci získala cenu v soutěži s Concepción Arenal. V témže roce vydala svou první básnickou sbírku Jaime, kterou věnovala svému novorozenému synovi.
Přispívala do katolického časopisu La Ciencia Cristiana, z něhož v roce 1877 oponovala darwinistické teorii o původu druhů. Její první román vyšel v roce 1879 pod názvem Pascual López, autobiografía de un estudiante de medicina, romantický a realistický román odehrávající se v Santiagu de Compostela.

### Naturalismus
Naturalismus praktikovaný Emilií Pardo Bazán i Galdósem ve srovnání s ideologickými a literárními principy Zoly zdůrazňoval spojení francouzské školy se španělskou a evropskou realistickou tradicí, což jí umožnilo přiblížit se konzervativnější a katolické ideologii. Nikdy neopustila katolicismus, i když připustila ideologické základy sociálního a darwinovského determinismu.
Její naturalistická metoda vyvrcholila v Los pazos de Ulloa (1886–1887), jejím nejslavnějším románu a dílem, které z ní udělalo jednu z největších spisovatelek španělské literatury. Popisuje v ní úpadek velkostatkářské oligarchie, která ztratila roli společenského vůdcovství, degradovanou šlechtu, patetický obraz úpadku galicijského venkova a aristokracie. O rok později vydala pokračování s názvem La madre naturaleza (1887), naturalistickou bajku, v níž vypráví o incestním milostném vztahu dvou mladých mužů, kteří nevědí, že jsou bratři.
Počínaje 90. lety 19. století se Pardo Bazán vzdálila naturalismu a prozkoumala nové literární cesty, jako byl idealismus a symbolismus, stejně jako evropské trendy. Pokračovala v psaní románů, které ovlivnili Vicenta Blasca Ibáñeze, jednoho z největších spisovatelů konce století.

### Podpora práv žen
Emilia Pardo Bazán byla zastáncem ženských práv a jejich obraně zasvětila jak svou literární tvorbu, tak svůj život. Do všech svých děl vtělila své myšlenky o modernizaci španělské společnosti, o potřebě vzdělání žen a o přístupu žen ke všem právům a příležitostem, které již měli muži.
V roce 1882 se zúčastnila konference pořádané Institución Libre de Enseñanza, kde kritizovala výchovu, které se dostávalo španělským ženám a v níž byly neúprosně prosazovány hodnoty jako pasivita, poslušnost a podřízenost manželům.
Navzdory sexismu v intelektuálních kruzích té doby byla první ženou, která v roce 1906 vedla literární sekci Ateneo de Madrid (členkou pod číslem 7925 se stala r. 1905), a první, která vedla katedru novolatinské literatury na Universidad Complutense de Madrid. V roce 1908 jí Alfonso XIII udělil titul hraběnky a r. 1910 jím byla jmenována ministryní veřejného vyučování. Opakovaně jí bylo odmítnuto místo ve Real Academia Española, a to výhradně z důvodu jejího pohlaví.

### Rasový determinismus
Podle Briana Johna Dendla její naturalismus částečně vycházel z teorií rasového dědictví a atavismu konce 19. století. Byla dobře obeznámena s rasovými teoriemi, které v kriminologii aplikoval Cesare Lombroso. Zastávala antisemitské názory, až očerňovala sefardské i aškenázské Židy. V roce 1899 se na stránkách časopisu La Ilustración Artística pokusila antisemitismus ospravedlnit v souvislosti s Dreyfusovou aférou: „Dreyfusova aféra není nic jiného než epizoda světského boje, který pokryl středověk krví v ulicích Valencie a Toleda […] Křížovou výpravu proti Dreyfusovi lze vysvětlit, a protože ji lze vysvětlit, lze ji částečně ospravedlnit“.

### Osobní život
Z jejího manželství s José Quirogem (1868–1884) se narodily tři děti: Jaime (1876–1936), který byl zastřelen během občanské války, Blanca (1879–1970) a Carmen (1881–1935). 
V roce 1881 začala korespondence mezi Emilií a Benitem Pérezem Galdósem, s nímž zpočátku udržovala literární vztah, který přerostl v dlouhotrvající milostný vztah, zejména po rozchodu Emilie s jejím manželem v roce 1883, kdy Galdós byl na vrcholu triumfu s novelou La desheredada a spisovatelka právě vydala sbírku článků o realismu a naturalismu La cuestión palpitante.
V roce 1884 se s manželem přátelsky rozešli, José odešel na své galicijské statky a ona pokračovala ve své spisovatelské činnosti v Madridu a v Galicii. Se zájmem sledoval její kariéru, a dokonce jí příležitostně uspořádal v Galicii poctu. Když v roce 1912 zemřel, držela spisovatelka rok smutek.
Hraběnka Emilia Pardo Bazán zemřela v důsledku komplikací cukrovky r. 1921 v madridské ulici Calle de la Princesa číslo 27, kde žila od roku 1917. Byla pohřbena v Madridu v Basílica de la Concepción. 

### Pocty
- Její socha byla odhalena v Madridu dne 24. června 1926.
- Objevila se na poštovních zásilkách Španělska, na 15. pesetové známce vydané v roce 1972.
- Ve městě Santander po ní byla pojmenována ulice.
- V uruguayském Montevideu byla po ní pojmenována ulice.
- Dne 16. září 2017 oslavil Google její 166. narozeniny svátečním logem Google.
- Od roku 2017 byly ulice General Primo de Rivera ve Valladolidu přejmenována na Calle de Emilia Pardo Bazán.
- V roce 2022 byla po Emilii Pardo Bazán pojmenována aula Filologické fakulty Univerzity Complutense v Madridu.

## Dílo

### Romány
| Pascual López: autobiografía de un estudiante de Medicina (1879) | Doña Milagros (1894)                                                  | La gota de sangre (1911). Novela corta             |
| Un viaje de novios (1881)                                        | Memorias de un solterón (1896)                                        | En las cavernas (1912)                             |
| La tribuna (1883)                                                | El tesoro de Gastón (1897)                                            | La aventura de Isidro (1916). Novela corta         |
| El Cisne de Vilamorta (1885)                                     | El saludo de las brujas (1899)                                        | La última fada (1916). Novela corta                |
| La dama joven (1885). Novela corta                               | El niño de Guzmán (1900)                                              | Clavileño (1917). Novela corta                     |
| Bucólica (1885). Novela corta                                    | Misterio (1902)                                                       | Dioses (1919). Novela corta                        |
| Los pazos de Ulloa (1886–1887)                                   | Novelas ejemplares (1904) – Los tres arcos de Cirilo; Un drama; Mujer | La serpe (1920). Novela corta                      |
| La madre naturaleza (1887)                                       | La quimera (1905)                                                     | Instinto. Novela corta                             |
| Insolación (historia amorosa) (1889)                             | Cada uno… (1907). Novela corta                                        | Arrastrada. Novela corta                           |
| Morriña (historia amorosa) (1889)                                | La sirena negra (1908)                                                | La muerte del poeta. Novela corta                  |
| Una cristiana (1890)                                             | Belcebú (1908). Novela corta                                          | Los misterios de Selva, novela inédita             |
| La prueba (1890)                                                 | Allende la verdad (1908). Novela corta                                | La pipa de kif, novela inédita                     |
| La piedra angular (1891)                                         | Dulce dueño (1911)                                                    | Aficiones peligrosas (1864), escrita a los 13 años |

### Povídky
Emilia Pardo Bazán byla plodnou spisovatelkou povídek, kterých vyšlo více než šest set padesát.
| La dama joven y otros cuentos (1885)  | Cuentos de amor (1898)                                           | Interiores (1907)                                                                |
| La leyenda de la Pastoriza (1887)     | Cuentos sacro-profanos (1899)                                    | Cuentos del terruño (1907)                                                       |
| Cuentos de la tierra (1888)           | La rosa (1899). Cuento                                           | Sud-exprés (cuentos actuales) (1909)                                             |
| Cuentos escogidos (1891)              | Un destripador de antaño (Historias y cuentos de Galicia) (1900) | Cuentos trágicos (1912)                                                          |
| Cuentos de Marineda (1892)            | Vampiro (1901). Cuento                                           | El conde llora y otros cuentos                                                   |
| Cuentos de Navidad y Año Nuevo (1893) | En tranvía (Cuentos dramáticos) (1901)                           | La novia fiel y otros relatos (publicados en el diario El Imparcial) (1890–1899) |
| Cuentos nuevos (1894)                 | Cuentos de Navidad y Reyes (1902)                                | La camarona                                                                      |
| Arco Iris (cuentos) (1895)            | Cuentos de la Patria (1902)                                      | Infidelidad                                                                      |
| El encaje roto (1897). Cuento         | Cuentos antiguos (1902)                                          | El indulto                                                                       |

### Eseje a kritika
| Estudio crítico de las obras del padre Feijoo (1876)    | La nueva cuestión palpitante (1894) |
| Los poetas épicos cristianos (1895)                     | Lecciones de literatura (1906) |
| La cuestión palpitante (1883)                           | La literatura francesa moderna (1910–1911) – Tomo I, El Romanticismo, Madrid: V. Prieto (1910). Tomo II, La transición, Madrid: V. Prieto (1911). Tomo III, El Naturalismo, Madrid: Imp. Prudencio Pérez de Velasco (1911) |
| La revolución y la novela en Rusia (1887)               | La cocina española antigua (1913) |
| De mi tierra (1888)                                     | La cocina española moderna (1913) |
| Los pedagogos del Renacimiento, Madrid, Fortanet (1889) | Porvenir de la literatura después de la guerra (1917) |
| Nuevo Teatro Crítico (1891–1892)                        | La mujer española y otros escritos (1916) |
| Polémicas y estudios literarios (1892)                  | El lirismo en la poesía francesa (Obra póstuma), Madrid, Pueyo (1921) |

### Cestopisy
- Mi romería (recuerdos de viaje) (1887)
- Al pie de la torre Eiffel (Crónicas de la Exposición), Madrid, La España Editorial (1889)
- Al pie de la torre Eiffel, Madrid, Est. Tip. Idamor Moreno (1899)
- Al pie de la torre Eiffel, Madrid, La Línea del Horizonte Ediciones (2020)
- Por Francia y por Alemania (Crónicas de la Exposición), Madrid, La España Editorial (1889)
- Por la España pintoresca, Barcelona, López editor, (1895)
- Cuarenta días en la Exposición, Madrid, V. Prieto y Cía. (1900)
- Por la Europa católica, Madrid, Est. Tip. Idamor Moreno (1902)
- Desde la montaña. Ed. de José Manuel González Herrán y José Ramón Saiz Viadero, Santander, Tantín (1997)
- Viajes por Europa, Madrid, Bercimuel (2003)
- Viajes por España, Madrid, Bercimuel (2006)
- Apuntes de un viaje. De España a Ginebra [1873], reproducción facsímil. Edición de José Manuel González Herrán, Santiago, Universidad de Santiago de Compostela-Real Academia Gallega (2014)

### Novinářská práce
- De siglo a siglo, Madrid, Est. Tip. Idamor Moreno (1902)
- Nuevo Teatro Crítico, Madrid, La España Editorial (1891–1893)
- La Revista de Galicia de Emilia Pardo Bazán (1880). Estudio y edición de Ana M.ª Freire López, La Coruña, Fundación Pedro Barrié de la Maza, Conde de Fenosa (1999)
- La obra periodística completa en La Nación de Buenos Aires (1879–1921). Edición de Juliana Sinovas Maté, La Coruña, Diputación Provincial (1999), 2 vols
- Cartas de la Condesa en el Diario de la Marina, La Habana (1909–1915). Edición de Cecilia Heydl-Cortínez, Madrid, Pliegos (2002)
- De siglo a siglo (Edición facsímil a partir del volumen de Obras completas), Madrid, Senado, Servicio de Publicaciones del Senado (2002)
- La Vida Contemporánea, Madrid, Área de las Artes (2005)
- La Vida Contemporánea (Edición conmemorativa en el centenario del fallecimiento de la escritora), Madrid, Área de Cultura, Turismo y Deporte (2021)

### Divadlo
- Teatro [Verdad. Cuesta abajo. Juventud. Las raíces. El vestido de boda (monólogo). El becerro de metal. La suerte (diálogo dramático)], Madrid, R. Velasco impr. (1909)
- Teatro completo. Edición de Montserrat Ribao, Madrid, Akal (2010)
- El vestido de boda. Monólogo, Madrid, Est. Tip. de Idamor Moreno (1899)
- La suerte. Diálogo dramático, Madrid, Est. Tip. de Idamor Moreno (1904)
- Verdad. Drama en cuatro actos, en prosa, Madrid, R. Velasco impr. (1906)
- Cuesta abajo. comedia dramática en cinco actos, en prosa, Madrid, R. Velasco impr. (1906)
- Las raíces: comedia dramática en tres actos, en prosa
- El becerro de metal: comedia dramática en tres actos, en prosa
- Juventud: comedia dramática en tres actos, en prosa, original

### Životopisy
- San Francisco de Asís, siglo XIII, Madrid, Librería de Miguel Olamendi (1882), 2 tomos
- Hombres y mujeres de antaño (Semblanzas), Barcelona, López (1896)
- Retratos y apuntes literarios, Madrid, Administración (1908)
- Hernán Cortés y sus hazañas, Madrid, La Lectura (1914)
- Francisco Pizarro o Historia de la conquista del Perú, Madrid, Voluntad (1917)
- Cuadros religiosos, Madrid, Pueyo (1925)

### Lyrika
- Jaime (1876)
- Jaime, Madrid, Imprenta de A. J. Alaria (1881)
- Jaime, Nancy, Imp. Berger-Levrault & Cie. (1886)
- Jaime, Madrid, Jesús López (1924)
- Poesías inéditas u olvidadas. Ed. de Maurice Hemingway, Exeter, University of Exeter Press (1996)

### Kuchařky
- La cocina española antigua (1913).
- La cocina española moderna (1917).

### Překlad
- John Stuart Mill, La esclavitud femenina; con un prólogo de Emilia Pardo Bazán, Madrid, Administración (189–).

### Román v dopisech
- Cartas a Galdós, edición de Carmen Bravo-Villasante, Madrid, Turner (1978)
- „Miquiño mío“. Cartas a Galdós, nueva edición (febrero de 2020) con material inédito de Isabel Parreño y Juan Manuel Hernández.
- Cartas de buena amistad: epistolario de Emilia Pardo Bazán a Blanca de los Ríos (1893–1919). Editorial Iberoamericana, 2016

### V češtině
- Zločin z pověry: povídka – přeložil Hugo Kosterka. Praha: Jan Otto, 1894
- Karnarská Svatá a jiné povídky – př. Antonín Pikhart. Praha: J. Otto, 1896
- Adam a Eva: román – př. A. E. H. Praha: Národní tiskárna a nakladatelství, 1902
- Uhelný kámen – př. A. Pikhart. Praha: J. Otto, 1902
- Tajemství: román – př. A. Pikhart. Praha: Politika, 1907
- Velký pátek – in: 1000 nejkrásnějších novel… č. 23; úvod František Sekanina; př. F. Sekanina? Praha: J. R. Vilímek, 1912
- Na ullojském zámku – př. A. Pikhart. Praha: J. Otto, 1916
- Poklad – př. Bohumil Kyselý. Praha: Václav Kotrba, 1932?